# Mara Zampieri

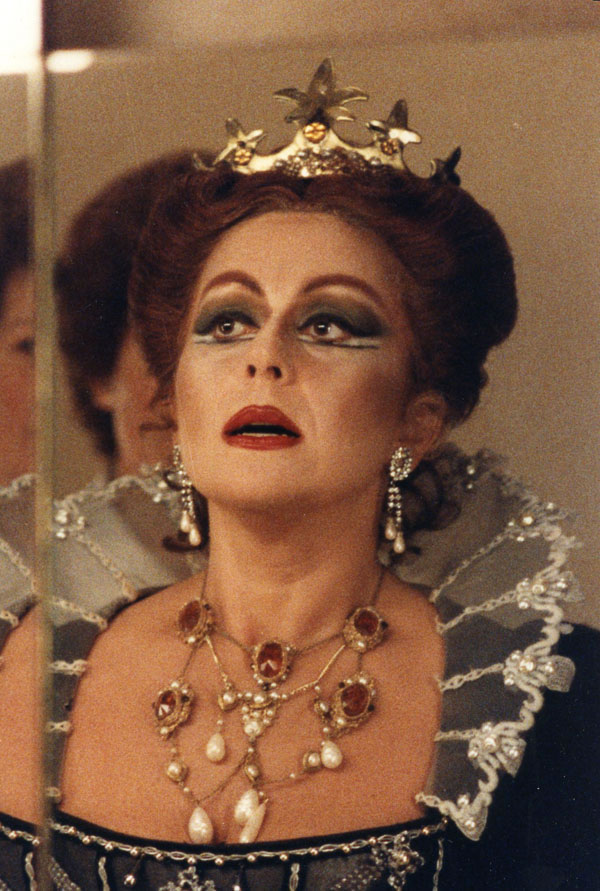
Mara Zampieri nel ruolo di Lady Macbeth al Wiener Staatsoper

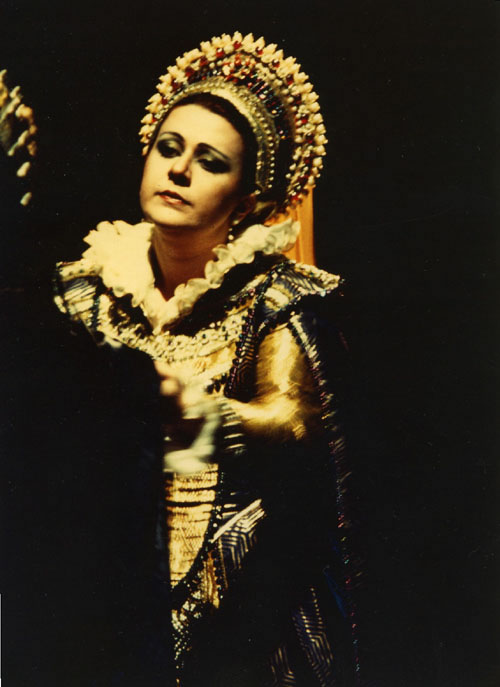
Mara Zampieri nel ruolo di Leonora ne Il Trovatore di Verdi al Teatro Sao Carlos di Lisbona

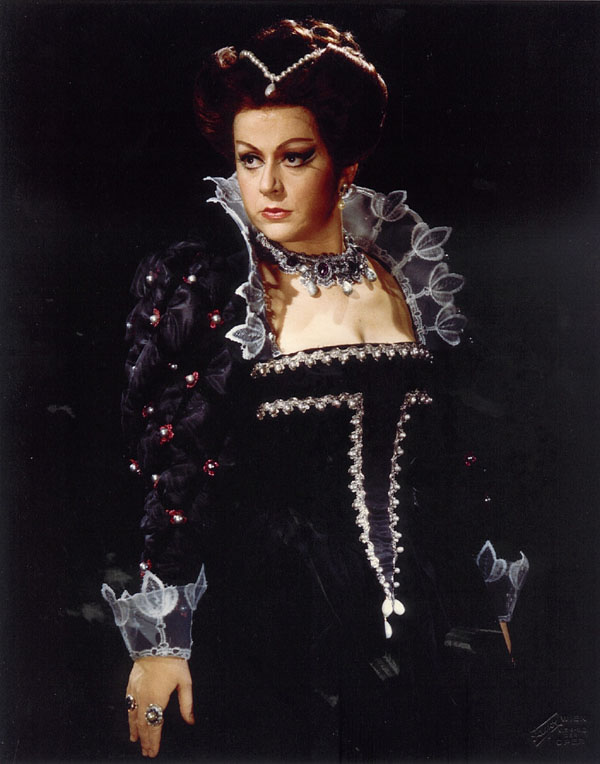
Mara Zampieri nel ruolo di Lady Macbeth di Giuseppe Verdi al Wiener Staatsoper 1983

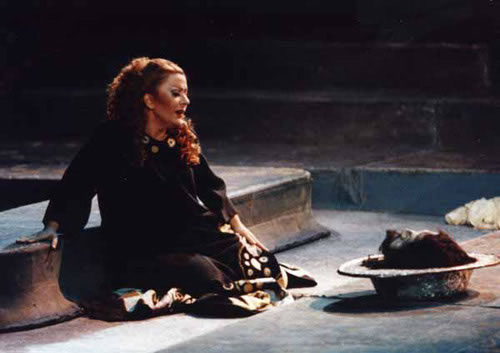
Mara Zampieri nel ruolo di Salome di Richard Strauss al Wiener Staatsoper

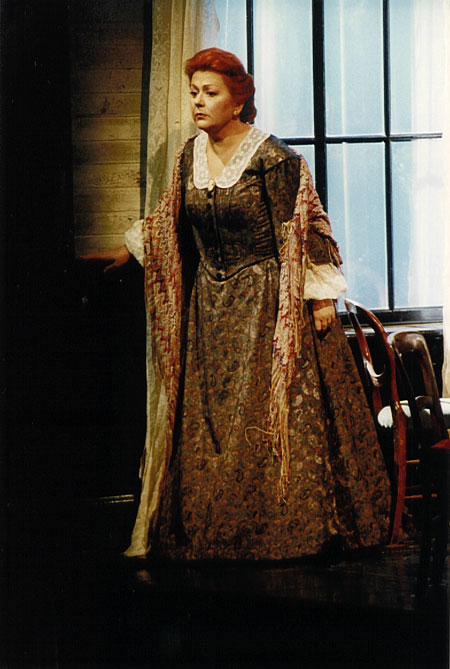
Mara Zampieri nel ruolo di Lina nell Opera Stiffelio di Giuseppe Verdi al Wiener Staatsoper

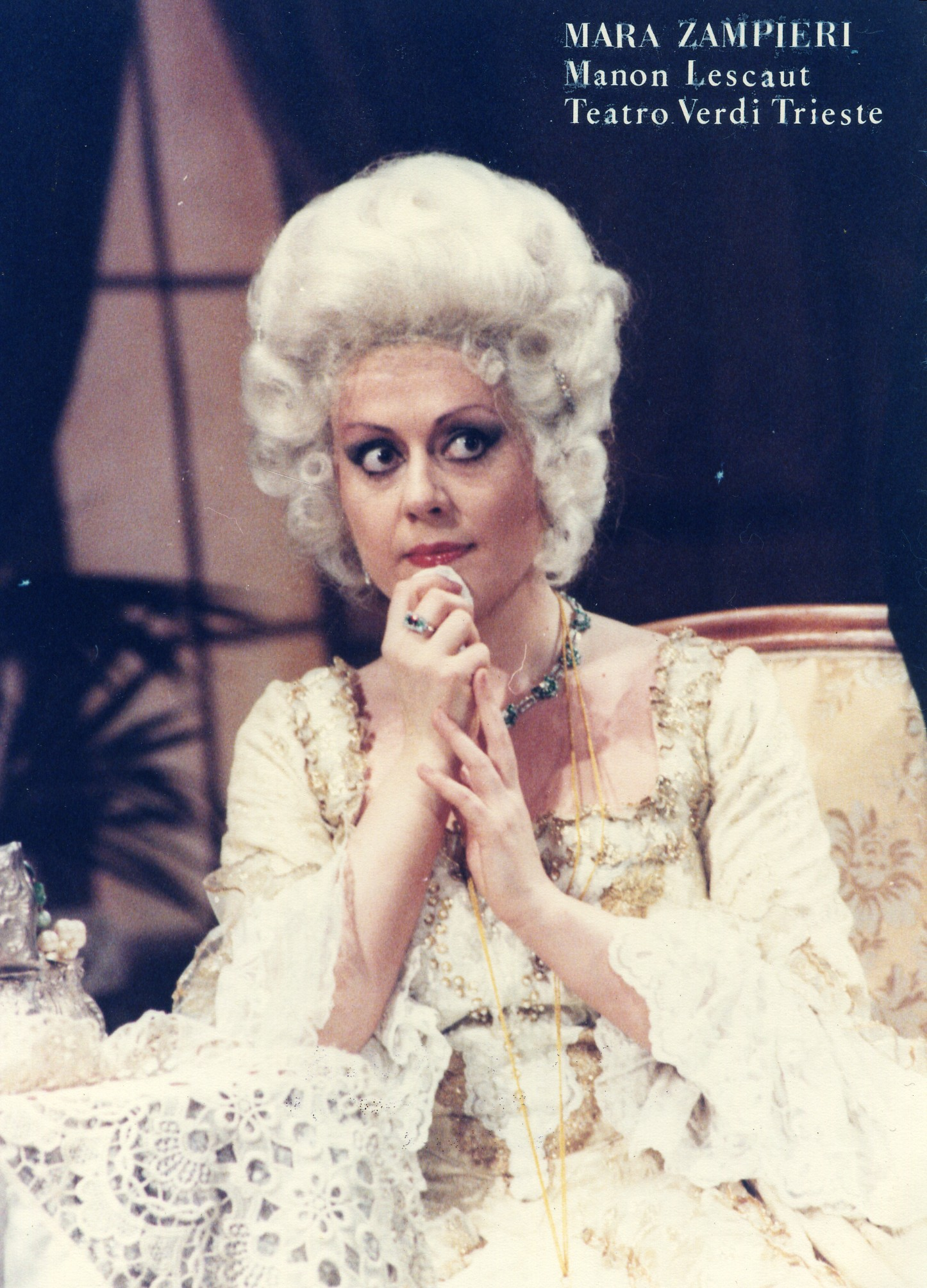
Mara Zampieri nel ruolo di Manon Lescaut di Puccini al Teatro Giuseppe Verdi di Trieste

Mara Zampieri (Padova, 30 gennaio 1951) è un soprano italiano.

## Biografia
Mara Zampieri, Soprano, nasce a Padova nel 1951. Compie la sua formazione musicale presso il Conservatorio C. Pollini di Padova, sua città natale; vincitrice di prestigiosi Concorsi Internazionali tra cui il Beniamino Gigli di Macerata, il Giuseppe Verdi di Parma e l’AS.LI.CO di Milano debutta nel 1972 al Teatro Fraschini di Pavia.
Inizia la carriera artistica esibendosi nei maggiori teatri italiani: Roma, Trieste, Palermo, Napoli, Bologna, Catania, e Milano dove al Teatro alla Scala interpreta Trovatore, Don Carlo, Masnadieri, Ballo in maschera (mondovisione dir. Claudio Abbado) e nel '91 Fanciulla del West a fianco di Placido Domingo. Dal 1976 è ospite dei maggiori teatri europei: London, Berlin, Hamburg, München, Bruxelles, Paris, Lisboa, Zürich, Madrid, Barcelona, Wien.
Il suo repertorio comprende più di 50 titoli (di cui 21 ruoli verdiani), spaziando da Gluck a R. Strauss. Pur privilegiando il repertorio belcantistico (Bolena, Stuarda, Devereux, Belisario, Pirata, Norma ecc.) ha saputo accostarsi e identificarsi nelle grandi eroine pucciniane (Tosca, Manon Lescaut, Fanciulla del West, Trittico, Villi) ed ancora in Wally, Adriana Lecouvreur, Francesca da Rimini, Fedora e Salome (prima interprete italiana ad eseguire in lingua originale l'opera di Strauss a Wien). Ha cantato inoltre a San Francisco, New York, San Paulo, Buenos Aires, Tokyo, con Direttori quali Giuseppe Sinopoli, Daniel Oren, Lorin Maazel, Riccardo Muti, Seiji Ozawa, Claudio Abbado e con i registi: Luca Ronconi, Jorge Lavelli, Piero Faggioni, Franco Zeffirelli.
Ha dato voce ai ruoli di Teresa Stolz nel film "La vita di Verdi" di Renato Castellani e di Ildebranda Cuffari nel film "E la nave va" di Federico Fellini.
Dal '90 dopo il suo primo acclamato Liederabend a München si dedica anche al repertorio cameristico con pianoforte. Cinque anni più tardi fonda il Trio con pianoforte e violoncello, ospite dei più importanti Festivals Internazionali: Graz, Villach, Bratislava, Zagreb, Bregenz, Hamburg, Atene, Zürich, Wien (Musikverein e Konzerthaus), Eisenstadt (Haydn Festspielen). Il suo repertorio cameristico (sia con il Trio che con pianoforte e voce)  spazia dagli autori classici: Mozart, Brahms, Mercadante, Donizetti, Proch, fino al '900 Menotti, Ned Rorem ecc.
Nel 2004 raccoglie in un CD dal titolo “Novecento italiano, rare songs” le liriche per lei più significative di Compositori italiani del ‘900 quali Cilea, Respighi, Pizzetti, Petrassi, Menotti ecc.
Riceve numerosi riconoscimenti artistici tra cui la Medaglia d’oro della Croce Rossa Italiana, la “Medalha de Mérito Cultural” del Portogallo; è Kammersängerin e "Ehrenmitglied der Wiener Staatsoper" (Membro d'onore dell'Opera di Vienna), il Premio Mario del Monaco "una vita per la lirica". Riceve dall'Associazione Albergatrici Terme Euganee in collaborazione con la Fondazione Maria Bellisario Delegazione Veneto il Premio "Donne eccellenti 2008" per il settore Spettacolo.
Maggiori informazioni sulla sua biografia si possono trovare in numerose pubblicazioni Internazionali: “Opera” di András Batta edito da Könemann, “Grosse Stimmen” di Jens Malte Fischer edizioni Metzler, “Grosse Sänger” di Margret Wenzel-Jelinek e Karlheinz Roschitz edito da  Kremayr & Scheriau, “Oper live” di  P. Dusek e H. Koller edito da  Verlag der Österreichischen Staatsdruckerei, “Grosse interpreten” di Sabine Keck e Floria Jannucci edito da Westermann, “Opernlexikon” di Horst Seeger edizioni Henschelverlag Kunst & Gesellschaft Berlino, nella Biografia di Egon Seefehlner  “Die Musik meines Lebens”edizioni Paul Neff e ancora nei libri di Claus Helmut Drese e Marcel Prawy. Amar nao Acaba di Frederico Lourenço, Divines Divas di André Segond.
Ritorna sulle scene nel 2012 nel ruolo di Herodiade in Salomé di R. Strauss all’Opera Royal Wallonie di Liège al Teatro alla Scala per l’inaugurazione della Stagione 2013/2014 con La Traviata di Giuseppe Verdi e l'anno successivo per Cavalleria Rusticana.
Negli ultimi anni si occupa dell'insegnamento del canto e della formazione artistica di giovani talenti; è Presidente della Associazione Culturale Cantiere all'Opera di Padova; è regolarmente invitata nella Commissione di Concorsi Lirici Internazionali, nelle ultime edizioni è Presidente di Giuria del Concorso internazionale Iris Adami Corradetti di Padova

## Repertorio

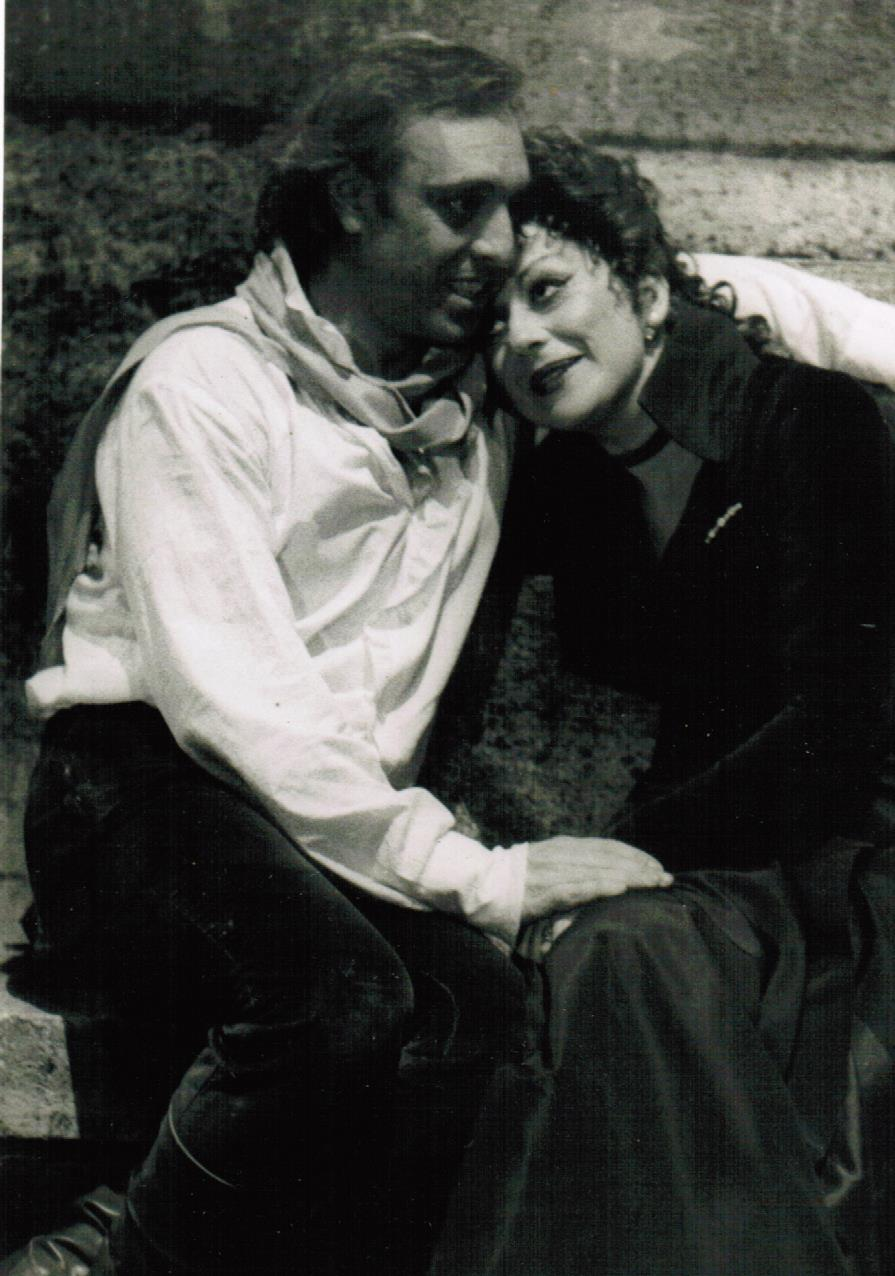
Il soprano Mara Zampieri e il tenore Jaume Aragall nell'Opera Tosca di Giacomo Puccini al Royal Opera House di Londra

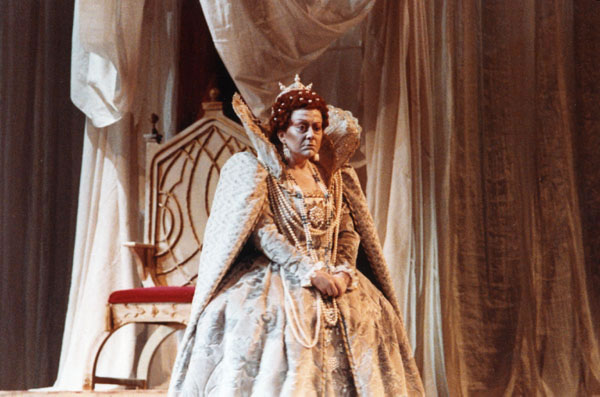
Mara Zampieri nel ruolo della Regina Elisabetta nell'Opera Roberto Devereux di Gaetano Donizetti al Teatro Sao Carlos di Lisbona

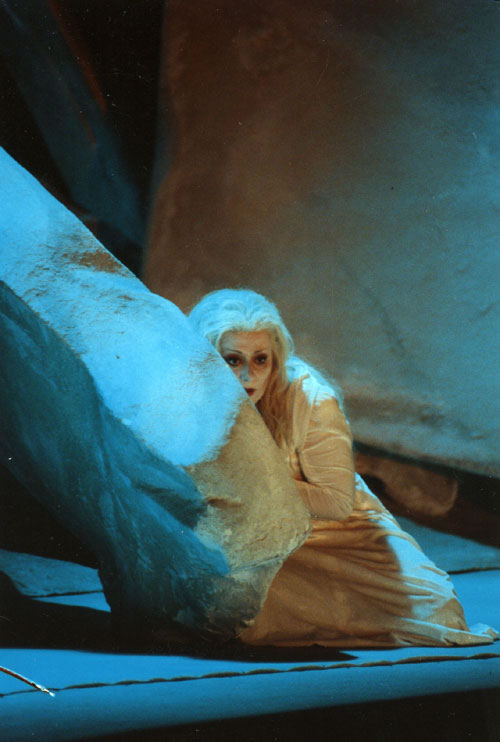
Mara Zampieri nel ruolo di Wally di Alfredo Catalani al Bregenzer Festspiele 1990

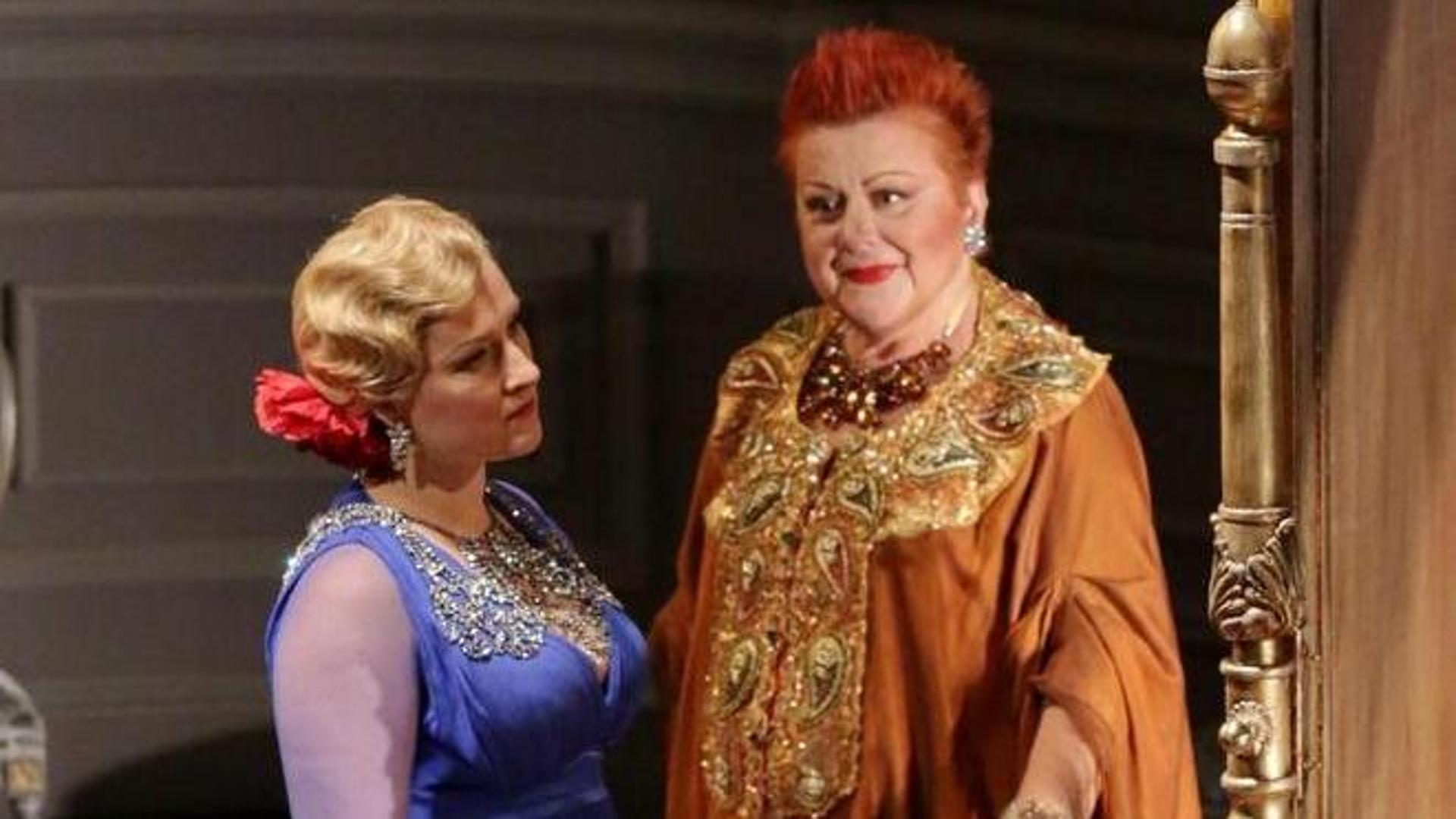
Mara Zampieri nel ruolo di Annina ne La Traviata al Teatro alla Scala inaugurazione Stagione 2013

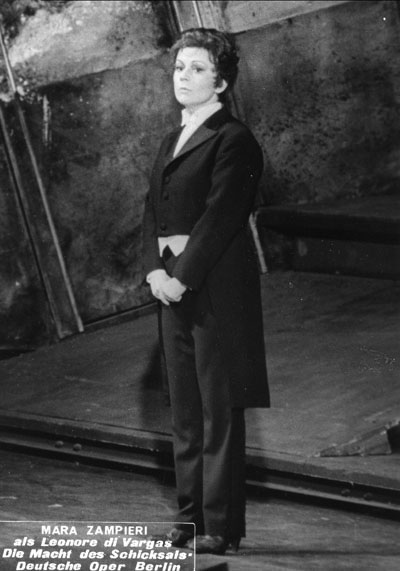
Mara Zampieri nel ruolo di Leonora di Vargas ne La forza del destino di Verdi al Deutsche Oper di Berlino

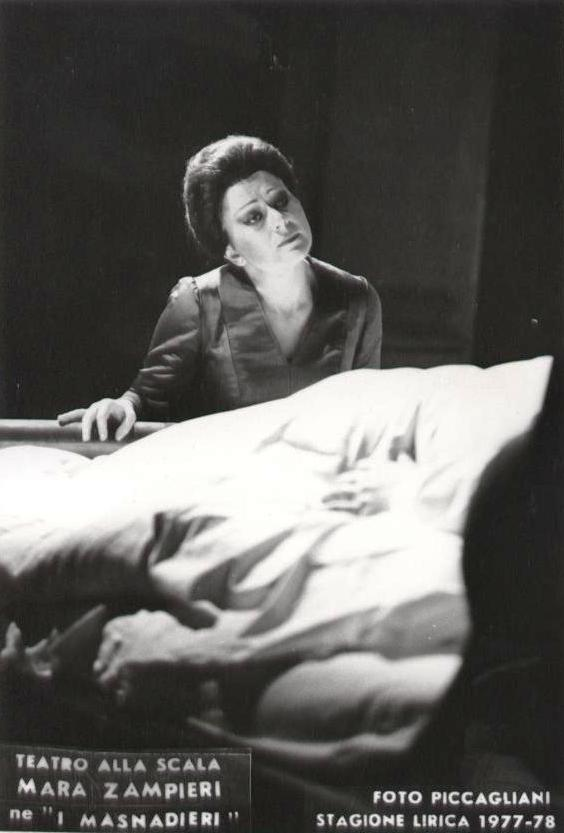
Mara Zampieri nell'Opera I Masnadieri al Teatro alla Scala 1977

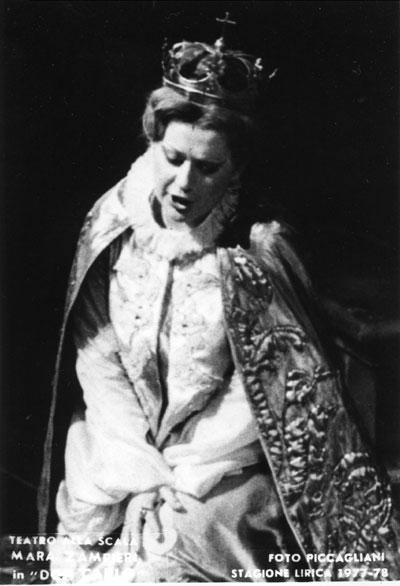
Mara Zampieri nel ruolo di Elisabetta di Valois nell Opera Don Carlo di Verdi al Teatro alla Scala 1979

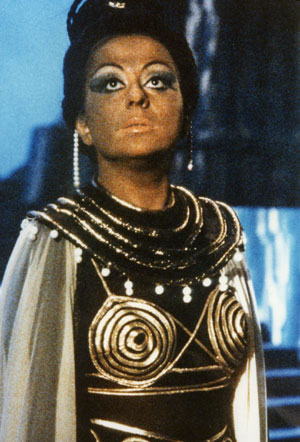
Mara Zampieri nel ruolo di Aida di Verdi al Teatro Sao Carlos di Lisbona

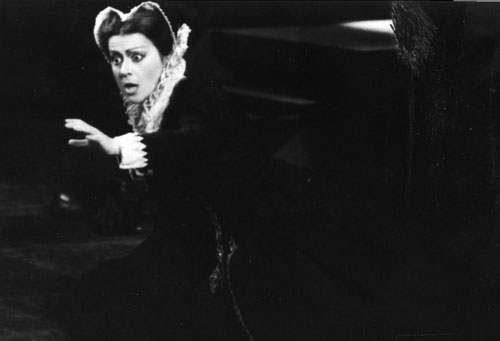
Mara Zampieri nel ruolo di Maria Stuarda di Gaetano Donizetti al Teatro Giuseppe Verdi di Trieste

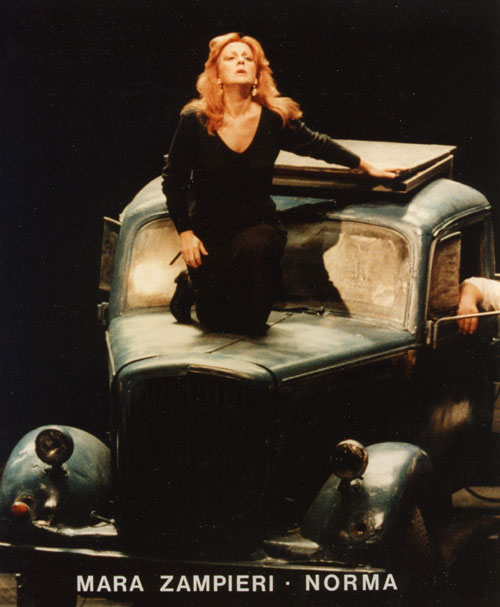
Mara Zampieri nel ruolo di Norma di Vincenzo Bellini al Teatro di Bonn Germania regia di Jorge Lavelli

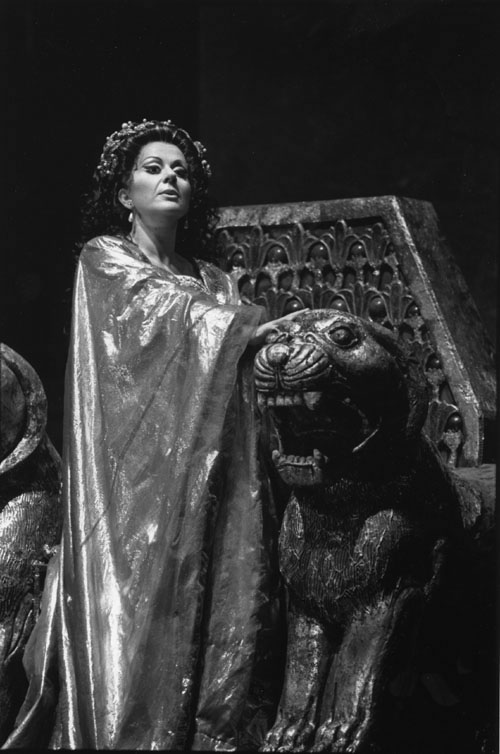
Mara Zampieri nel ruolo di Abigaille in Nabucco di Giuseppe Verdi al San francisco Opera House

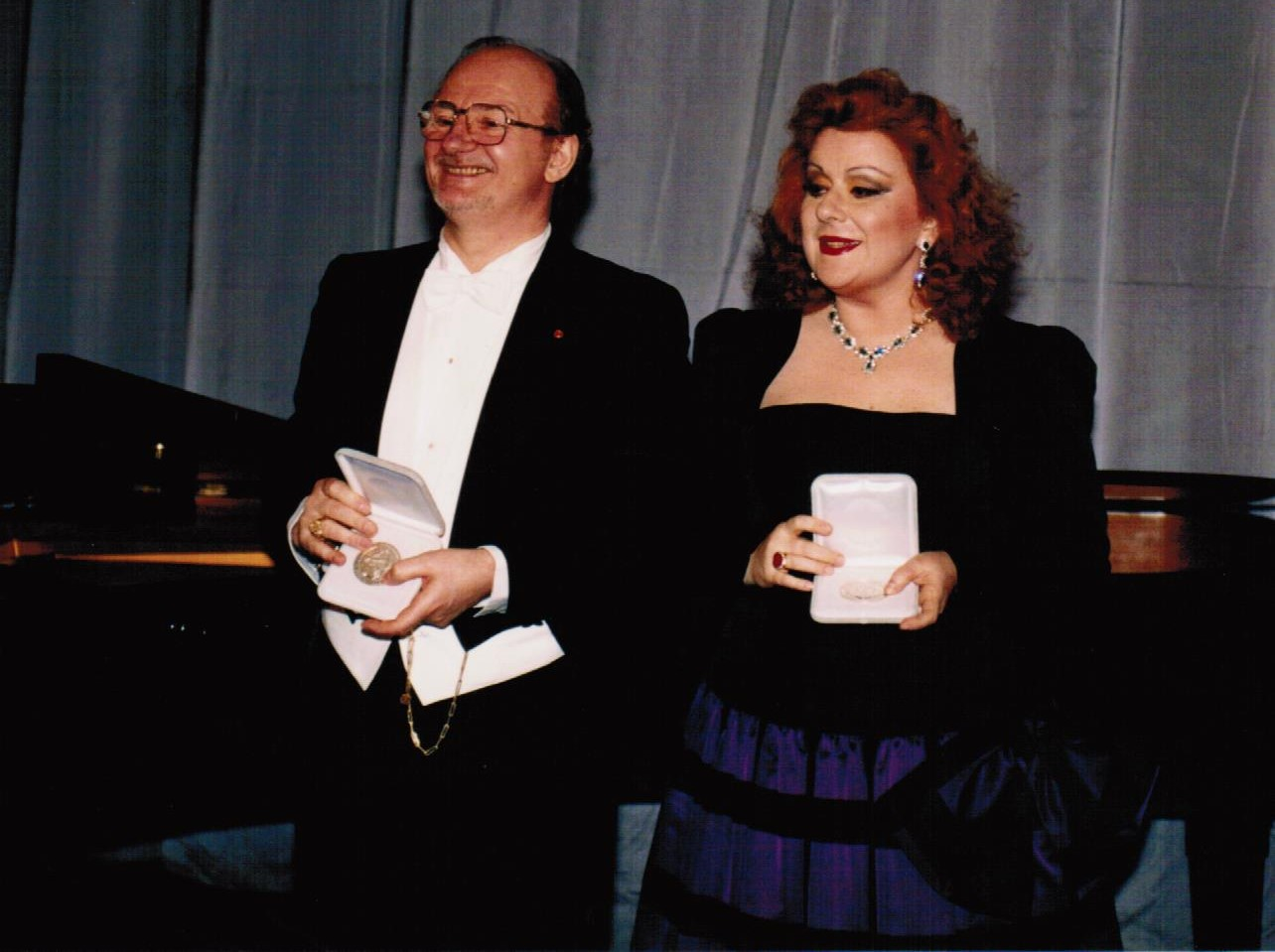
Il soprano Mara Zampieri e il tenore Giuseppe Giacomini ricevono il Sigillo della città di Padova durante il concerto per le celebrazioni del 150 anniversario dalla nascita di Arrigo Boito il 15 Marzo 1992

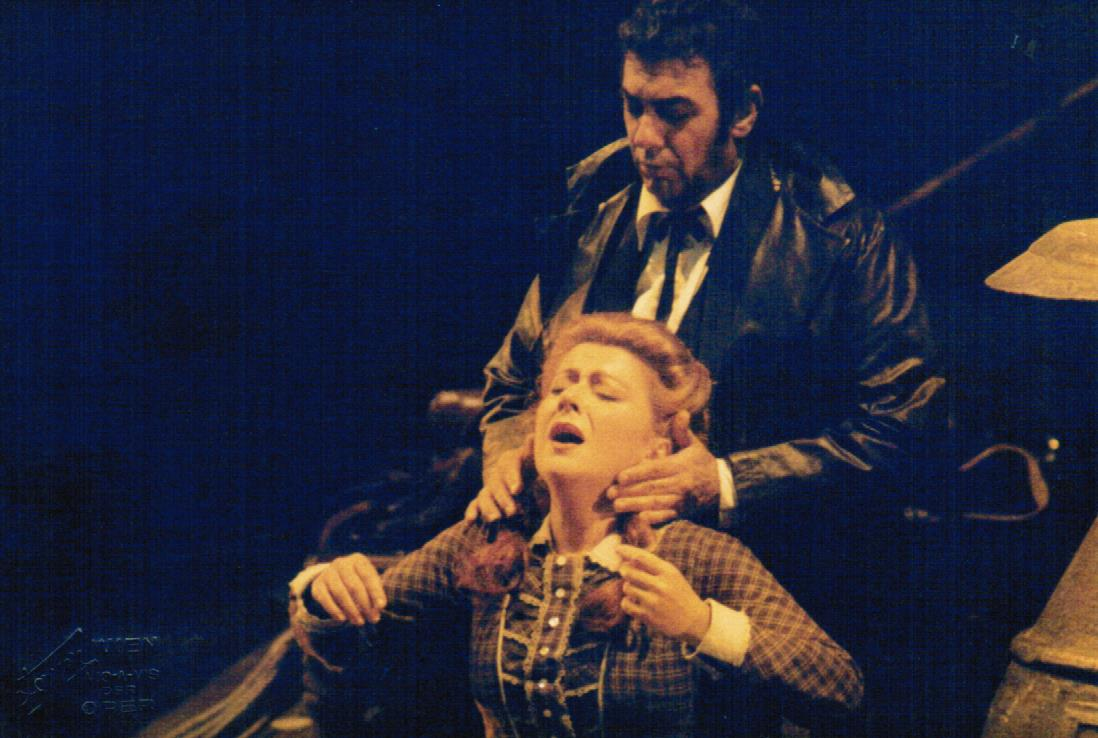
Mara Zampieri e Placido Domingo nell'Opera La fanciulla del West di Giacomo Puccini al Royal Opera House di Londra nel 1988

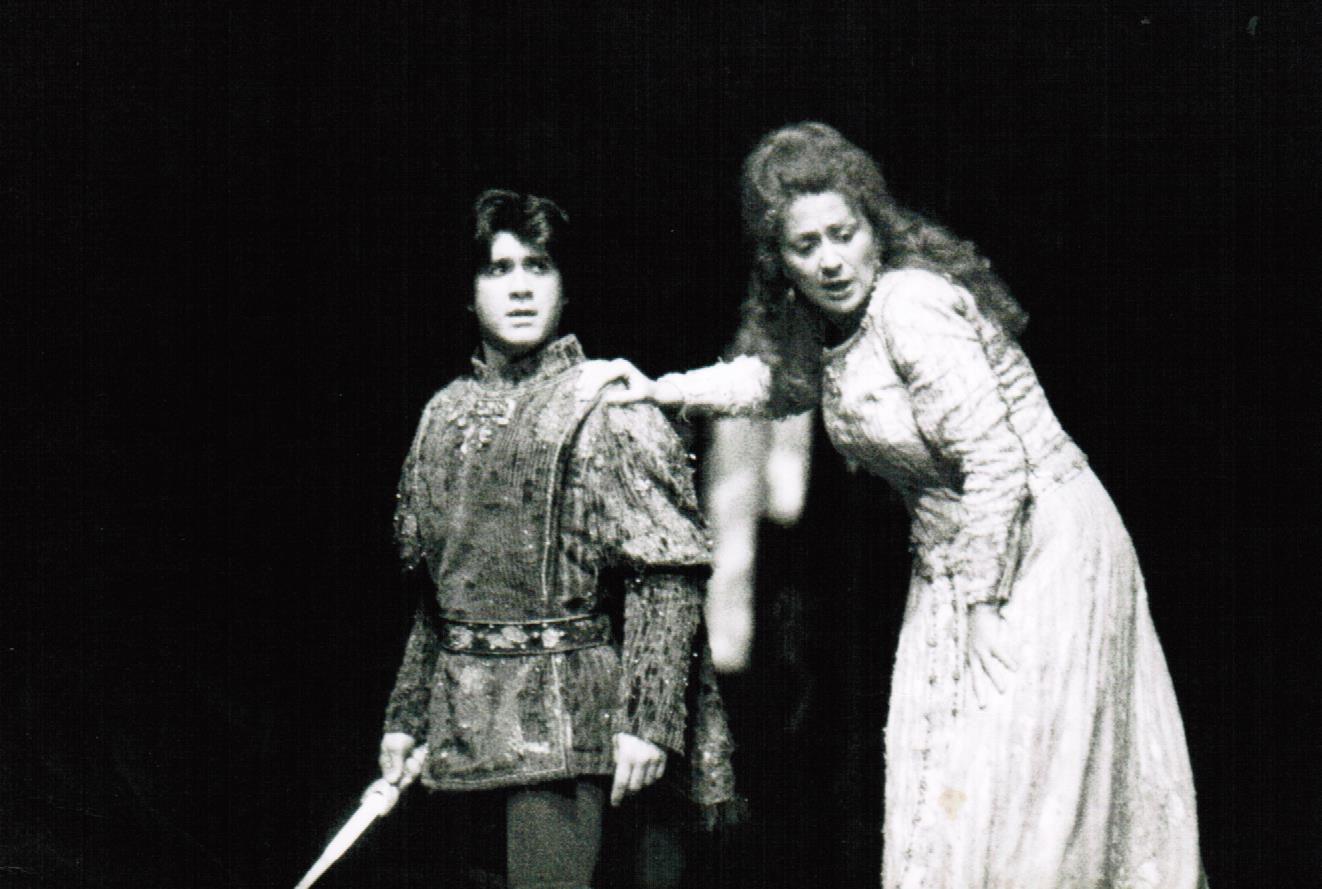
Il soprano Mara Zampieri nel ruolo di Amelia Grimaldi e il tenore Luis Lima nel ruolo di Gabriele Adorno nell'Opera Simone Boccanegra di Giuseppe Verdi al Deutsche Oper di Berlino

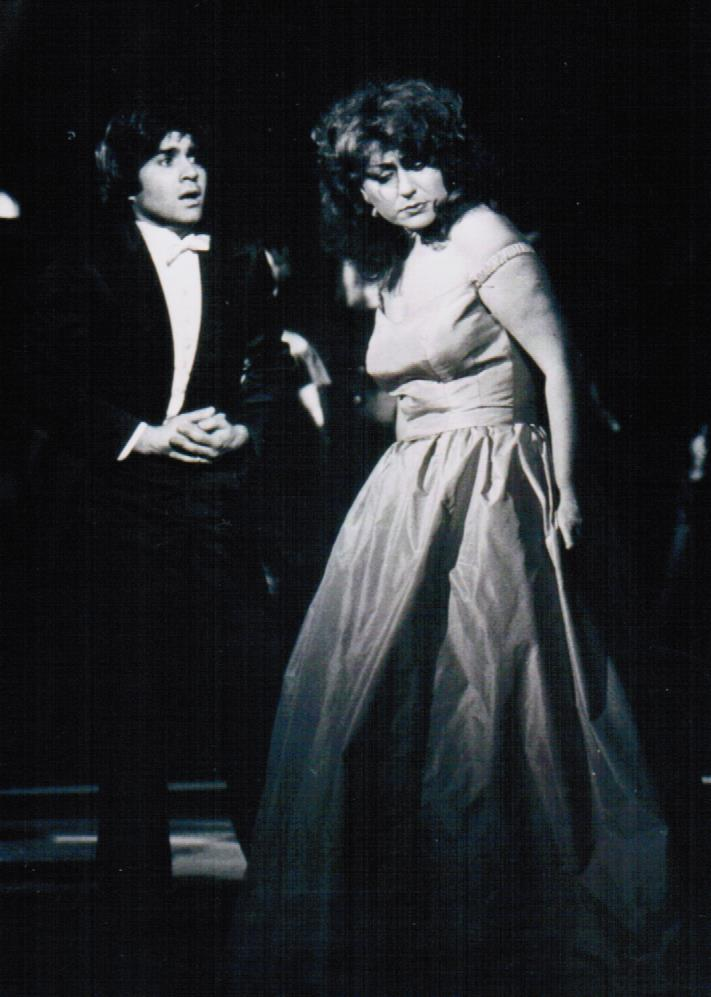
il soprano Mara Zampieri e il tenore Luis Lima nell'Opera Un ballo in maschera di Giuseppe Verdi al Teatro di Frankfurt nl 19 82

| Bellini Vincenzo           | Norma                   | Norma                       |
| Bellini Vincenzo           | Il pirata               | Imogene                     |
| Čajkovskij Pëtr Il'ič      | Evgenij Onegin          | Tatjana                     |
| Catalani Alfredo           | La Wally                | Wally                       |
| Cilea Francesco            | Adriana Lecouvreur      | Adriana Lecouvreur          |
| Donizetti Gaetano          | Anna Bolena             | Anna Bolena                 |
| Donizetti Gaetano          | Belisario               | Antonina                    |
| Donizetti Gaetano          | Maria Stuarda           | Maria Stuarda               |
| Donizetti Gaetano          | Roberto Devereux        | Elisabetta I                |
| Giordano Umberto           | Andrea Chénier          | Maddalena di Coigny         |
| Giordano Umberto           | Fedora                  | Principessa Fedora Ramazoff |
| Gluck Christoph Willibald  | Armide                  | Armide                      |
| Lehár Franz                | La vedova allegra       | Praskowia                   |
| Leoncavallo Ruggero        | Pagliacci               | Nedda                       |
| Mascagni Pietro            | Cavalleria rusticana    | Santuzza                    |
| Massenet Jules             | Le Cid                  | Chimène                     |
| Mercadante Saverio         | Il giuramento           | Elaisa                      |
| Mozart Wolfgang Amadeus    | La clemenza di Tito     | Vitellia                    |
| Musorgskij Modest Petrovič | Chovanščina             | Emma                        |
| Offenbach Jacques          | Les contes d'Hoffmann   | Giulietta                   |
| Puccini Giacomo            | La fanciulla del West   | Minnie                      |
| Puccini Giacomo            | Manon Lescaut           | Manon Lescaut               |
| Puccini Giacomo            | Suor Angelica           | Suor Angelica               |
| Puccini Giacomo            | Il tabarro              | Giorgetta                   |
| Puccini Giacomo            | Tosca                   | Tosca                       |
| Puccini Giacomo            | Le Villi                | Anna                        |
| Rossini Gioachino          | Mosè in Egitto          | Sinaide                     |
| Strauss Richard            | Salome                  | Salome / Herodiade          |
| Humperdinck Engelbert      | Hänsel und Gretel       | Knusperhexe                 |
| Verdi Giuseppe             | Aida                    | Aida                        |
| Verdi Giuseppe             | Attila                  | Odabella                    |
| Verdi Giuseppe             | Un ballo in maschera    | Amelia                      |
| Verdi Giuseppe             | La battaglia di Legnano | Lida                        |
| Verdi Giuseppe             | Don Carlo               | Elisabetta di Valois        |
| Verdi Giuseppe             | I due Foscari           | Lucrezia Contarini          |
| Verdi Giuseppe             | Ernani                  | Elvira                      |
| Verdi Giuseppe             | La forza del destino    | Leonora                     |
| Verdi Giuseppe             | Un giorno di regno      | Marchesa del Poggio         |
| Verdi Giuseppe             | Giovanna d'Arco         | Giovanna                    |
| Verdi Giuseppe             | Luisa Miller            | Luisa Miller                |
| Verdi Giuseppe             | Macbeth                 | Lady Macbeth                |
| Verdi Giuseppe             | I masnadieri            | Amalia                      |
| Verdi Giuseppe             | Nabucco                 | Abigaille                   |
| Verdi Giuseppe             | Simon Boccanegra        | Amelia                      |
| Verdi Giuseppe             | Stiffelio               | Lina                        |
| Verdi Giuseppe             | La traviata             | Violetta Valéry / Annina    |
| Verdi Giuseppe             | Il trovatore            | Leonora                     |
| Verdi Giuseppe             | I vespri siciliani      | Elena                       |
| Wagner Richard             | Der fliegende Holländer | Senta                       |
| Zandonai Riccardo          | Francesca da Rimini     | Francesca                   |

## Onorificenze
- Medaglia d'oro della Croce Rossa Italiana 1979
- Mencion Honorifica como mejor Soprano de la Temporada lirica 1981 en el Teatro Colon de Buenos Aires
- La Madalha de Mérito Cultura de Portugal 1995
- Sigillo della città di Padova 1992
- 1988 Kammersänger della Wiener Staatsoper
- Membro onorario della Wiener Staatsoper 1997 (unica soprano italiana nella storia del Wiener Staatsoper ad aver ricevuto la massima onorificenza di Ehrenmitglieder
- Premio Mario del Monaco "una vita per la lirica" 2005
- Premio "Donne eccellenti 2008" per il settore Spettacolo
- Premio "Gaspare Spontini" 2014 come riconoscimento del suo talento e della sua carriera internazionale

## Discografia (parziale)

### Album dal vivo
- Verdi: Luisa Miller, diretto da Ken-Ichiro Kobayaschi - Teatro Romolo Valli Reggio Emilia 11.I.1976 MYTO RECORDS
- Verdi: Ernani, diretta da Francesco Molinari Pradelli - Teatro Giuseppe Verdi Trieste 2.III.1979 MYTO RECORDS MCD 0041.H081
- Verdi: Un ballo in maschera, diretta da Claudio Abbado, regia di Franco Zeffirelli, con Luciano Pavarotti, Piero Cappuccilli, Elena Obraztsova- Milano 31.I.1978
- Mercadante: Il giuramento, diretto da Gerd Albrecht - Wiener Staatsoper  9.IX.1979  ORFEO D'OR 2016
- Verdi: Attila, diretta da Giuseppe Sinopoli - Wiener Staatsoper 21.XII.1980 ORFEO 2003
- Donizetti: Belisario, diretto da Gianfranco Masini - Teatro Colon Buenos Aires 31.V.1981 MYTO RECORDS MCD 045301
- Puccini: La fanciulla del West, diretta da Lorin Maazel con Placido Domingo, Juan Pons - Milano, Teatro alla Scala 1991 SONY
- Mara Zampieri and Piero Cappuccilli  LIVE at La Scala - MYTO records 2003
- Mara Zampieri - Verismo heroines -  2004 MYTO
- Mara Zampieri - A Tribute to Verdi (CD, 2005, Myto Records)
- Mara Zampieri - A Tribute to Bellini and Donizetti i (CD - Myto Records 2006)
- Josè Carreras presenta La grande notte a Verona (2CD POLYPHON SET 836 447) 1988 con Ileana Cotrubas, Peter Dvorsky, Ghena Dimitrova, René Kollo, Giacomo Aragall, Leo Nucci, Elena Obratztova, Eva Marton, Mara Zampieri, Ruggero Raimondi, Samuel Ramey, Monserrat Caballé, Placido Domingo, José Carreras
- Operngala Fur Afrika in Not  17 April 1988 Live dem Wiener Konzerthaus LP CARE und ORF  Mara Zampieri Stabat Mater Nr. 8 Arie und Chor Inflammatus et Accensus  mit Walter Berry, Grace Bumbry, Margareta Hintermeier, James King, Thomas Moser, Matti Salminen, Giuseppe Taddei, Patricia Wise, Hainz Zednik, Dir. Elio Boncompagni

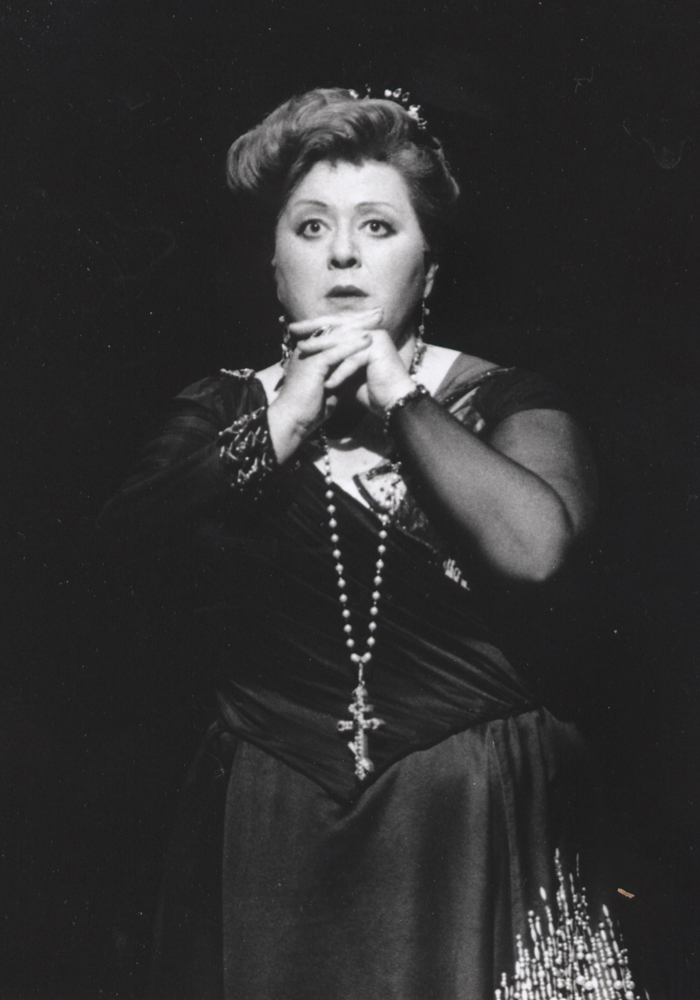
Mara Zampieri nel ruolo di Fedora di Umberto Giordano al Bregenz Festpiele

- Mara Zampieri nel ruolo di Fedora di Umberto Giordano al Bregenz Festpiele

### Opera dal vivo (VIDEO/DVD/STREAMING)
- Verdi: Un ballo in maschera, diretta da Claudio Abbado, regia di Franco Zeffirelli, con Luciano Pavarotti, Piero Cappuccilli, Elena Obraztsova- Milano 31.I.1978 (prima Opera lirica del Teatro alla Scala  trasmessa in diretta mondovisione Rai)
- Puccini: La fanciulla del West, diretta da Lorin Maazel con Placido Domingo, Juan Pons - Milano, Teatro alla Scala 1991 Sony
- Verdi Macbeth, diretto da Giuseppe Sinopoli, regia Luca Ronconi - Deutsche Oper Berlin  Staged Opera Live 1987 con Renato Bruson, Mara Zampieri, James Morris, Dennis O'Neill
- Strauss: Salomé (Versione francese) diretta da Paolo Arrivabeni - Opera Royal Wallonie Liège 07.06.2011 con June Anderson(Salomé), Mara Zampieri (Herodias), Vincent Le Texier (Jochanaan), Donald Kaasch (Herode)
- Verdi: La Traviata, diretta da Daniele Gatti, regia Dmitrij Černjakov -  Milano, Teatro alla Scala 07.12.2013 con Diana Damrau, Piotr Beczala, Željko Lučić,  spettacolo inaugurale della stagione operistica 2013-2014

### Registrazioni in studio
- Verdi: Macbeth, diretta da Giuseppe Sinopoli con Renato Bruson, Neil Shicoff, Robert Lloyd - Philips (1983)
- Baldassarre Galuppi: La caduta di Adamo-  Mara Zampieri, Ernesto Palacio, Susanna Rigacci, Marilyn Schmiege, Claudio Scimone, I Solisti Veneti (Orchestra) CD ERATO ECD 88228Mara Zampieri nel ruolo di Herodiade nell'Opera Salome di Richard Strauss all Opera Wallonie di Liegi 2012

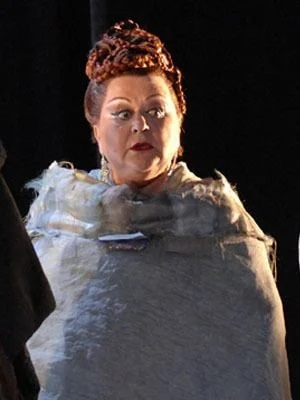
Mara Zampieri nel ruolo di Herodiade nell'Opera Salome di Richard Strauss all Opera Wallonie di Liegi 2012

- Mara Zampieri - Novecento Italiano: Rare Songs - Tosti, Cilea, Wolf Ferrari, Respighi, Pizzetti, Refice, Cimara, Davico, Castelnuovo Tedesco, Petrassi, Menotti  - Myto Historical

### Filmografia

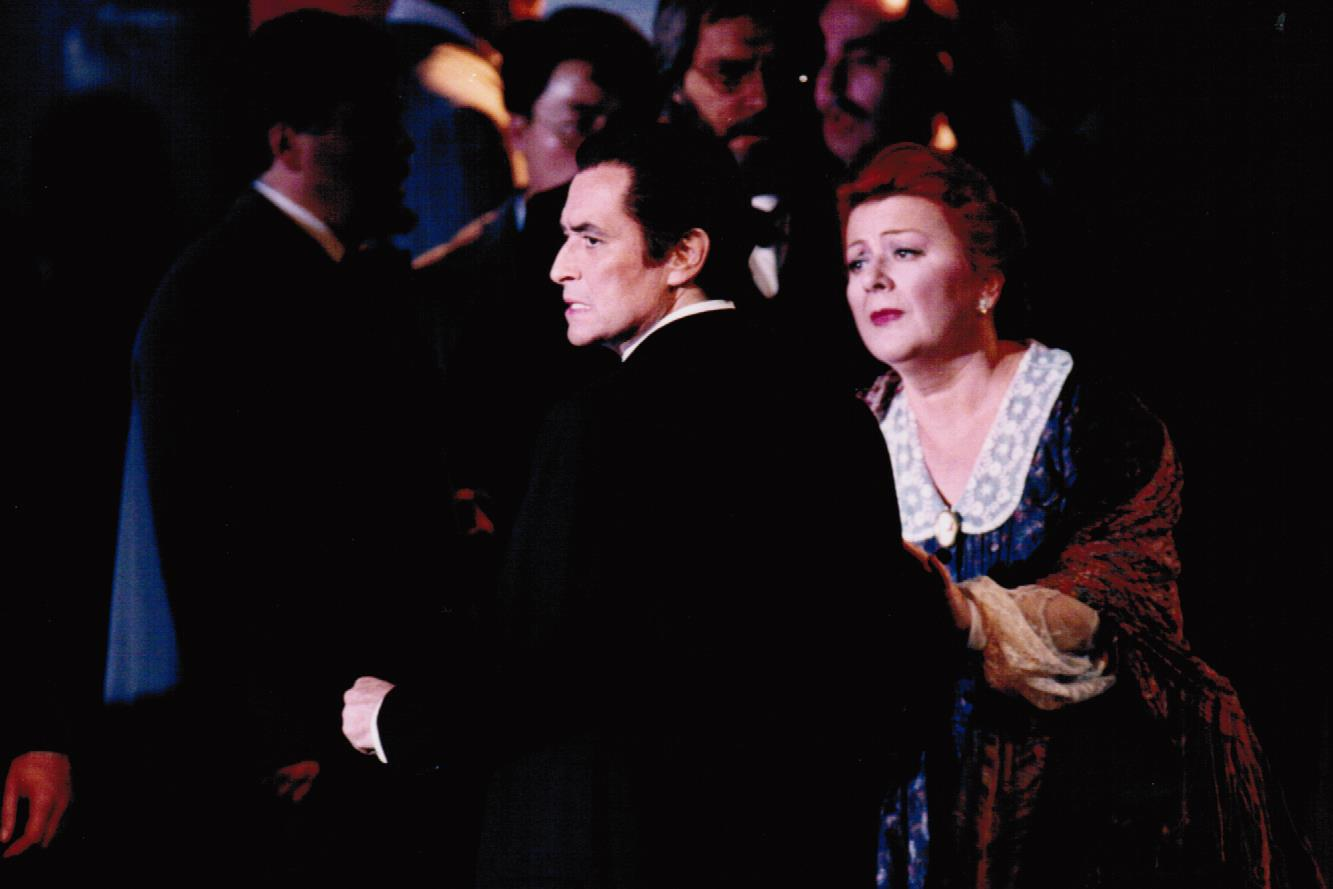
Il soprano Mara Zampieri e il tenore Jose Carreras nell'Opera Stiffelio di Giuseppe Verdi al Wiener Staatsoper nel 1996

- Mara Zampieri nel ruolo di Anna Bolena di Gaetano Donizetti al Teatro Donizettii BergamoMara Zampieri nel ruolo di Knusperhexe in Hansel und Gretel al Wien Volksoper nel 2005Il soprano Mara Zampieri e il  tenore Neil Shicoff in Tosca di Puccini al Wiener Staatsoper nel 1992Il soprano Mara Zampieri e il tenore Placido Domingo nell'Opera Tosca al Deutsche Oper di Berlino nel 1982Il soprano Mara Zampieri  e il tenore Jose Carreras nell'Opera Stiffelio di Giuseppe Verdi al Wiener Staatsoper nel 1996E la nave va è un film del 1983 diretto da Federico Fellini  Ruolo: Ildebranda Cuffari (canto)

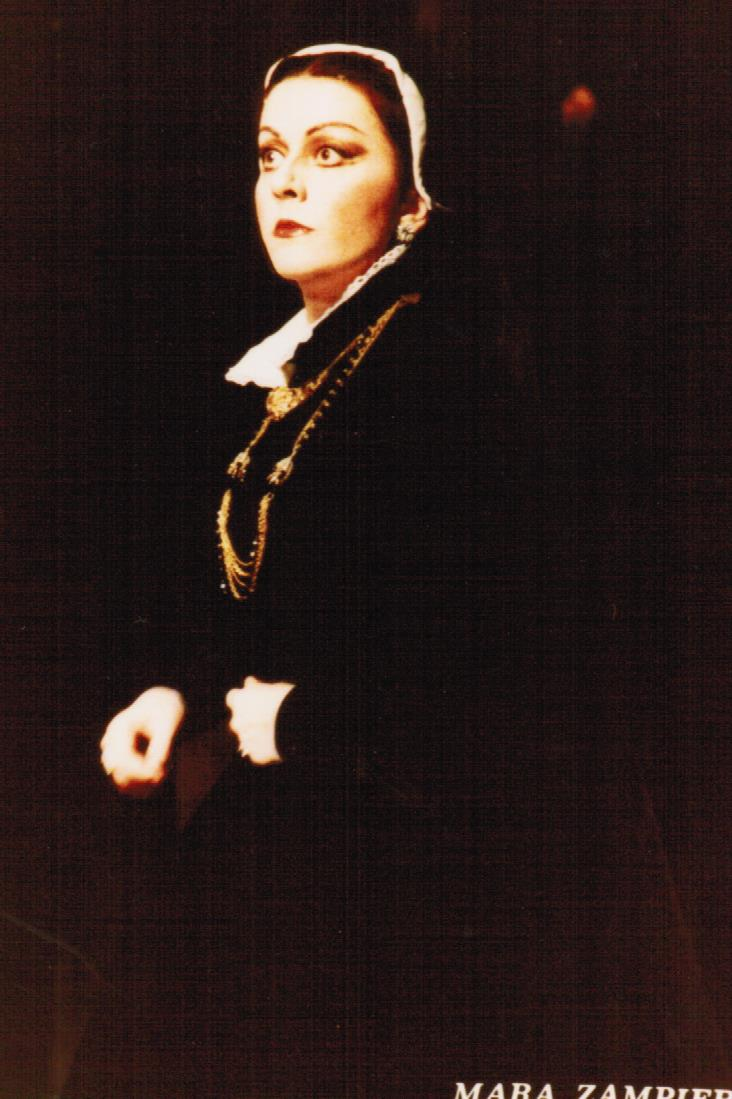
Mara Zampieri nel ruolo di Anna Bolena di Gaetano Donizetti al Teatro Donizettii Bergamo

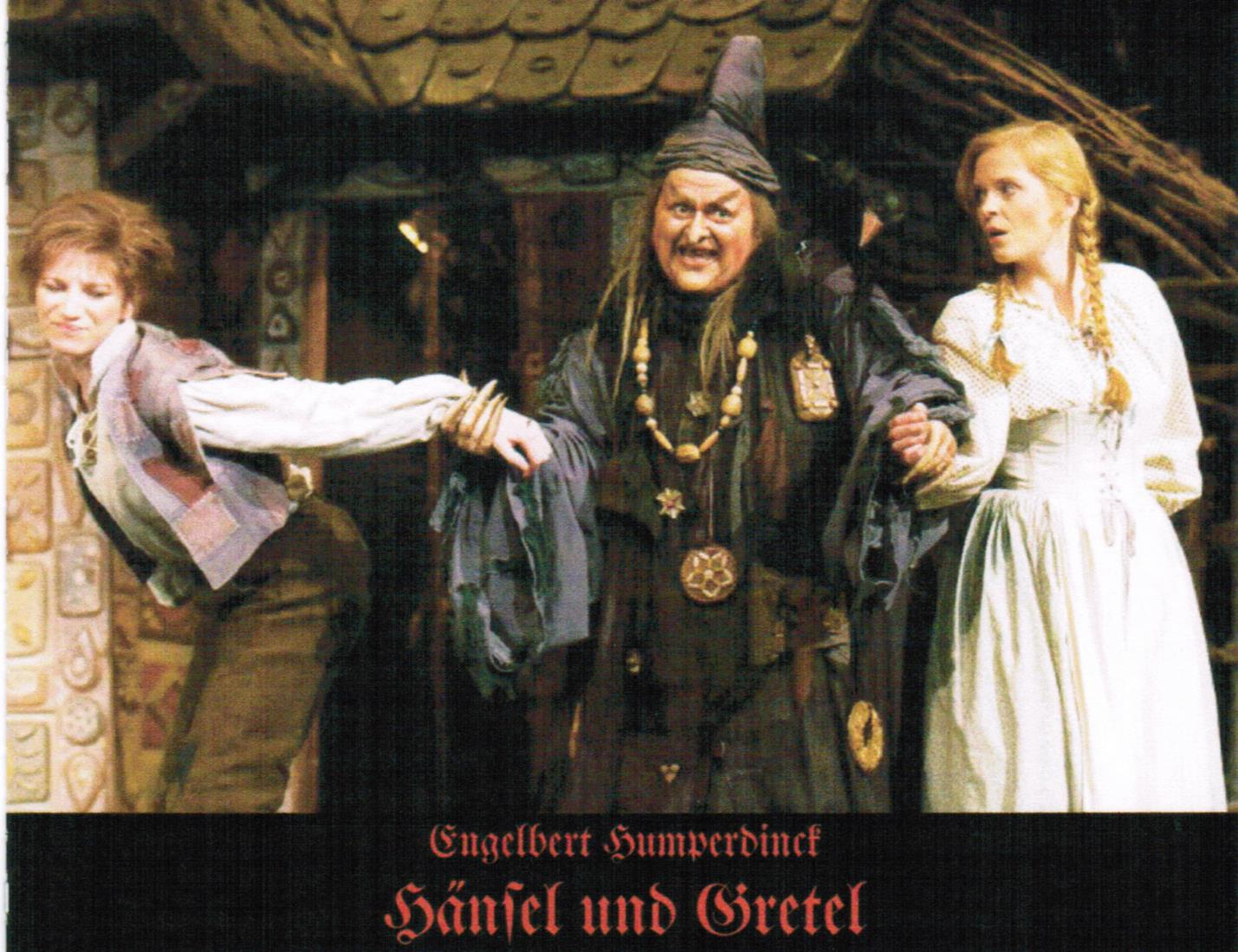
Mara Zampieri nel ruolo di Knusperhexe in Hansel und Gretel al Wien Volksoper nel 2005

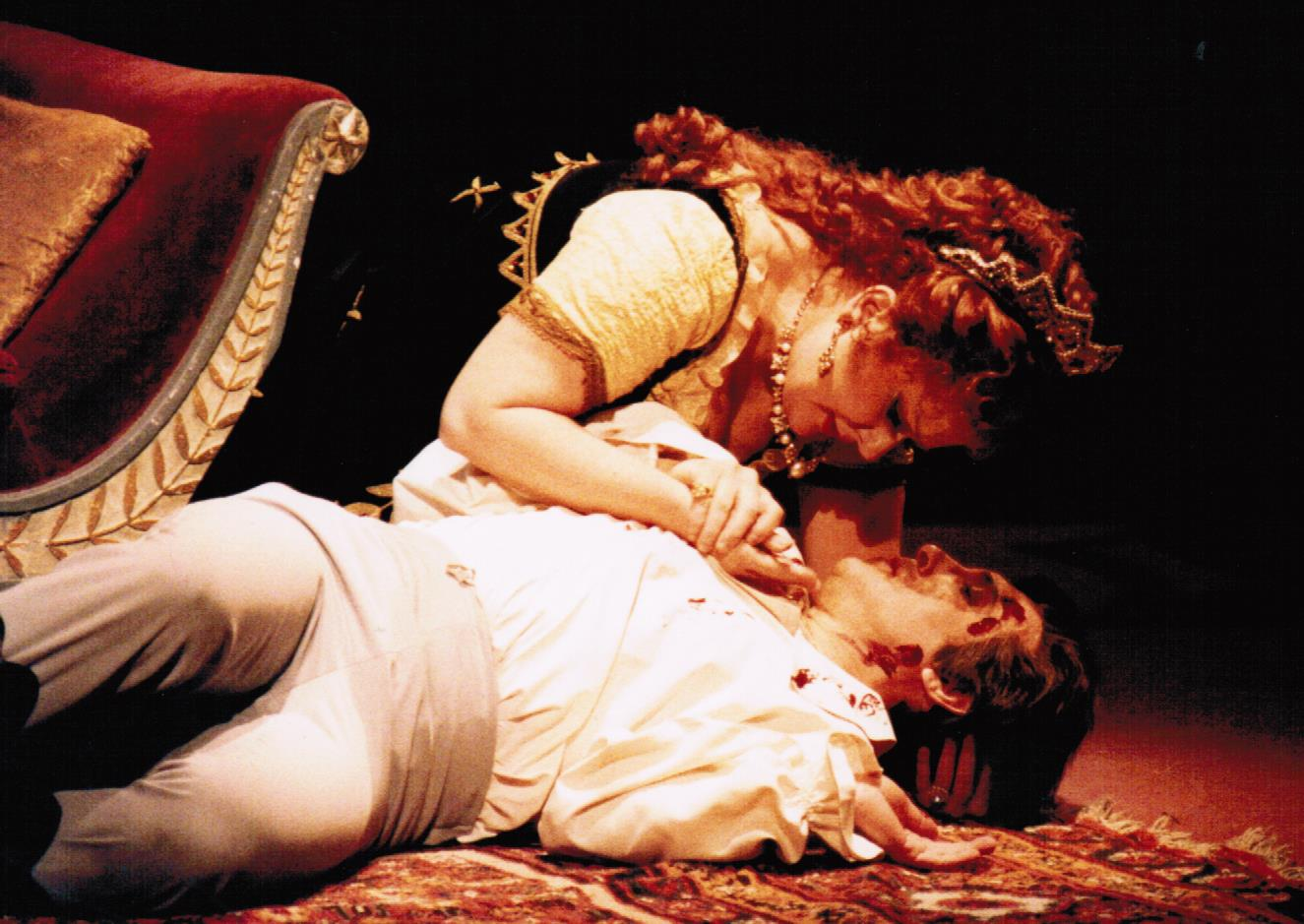
Il soprano Mara Zampieri e il tenore Neil Shicoff in Tosca di Puccini al Wiener Staatsoper nel 1992

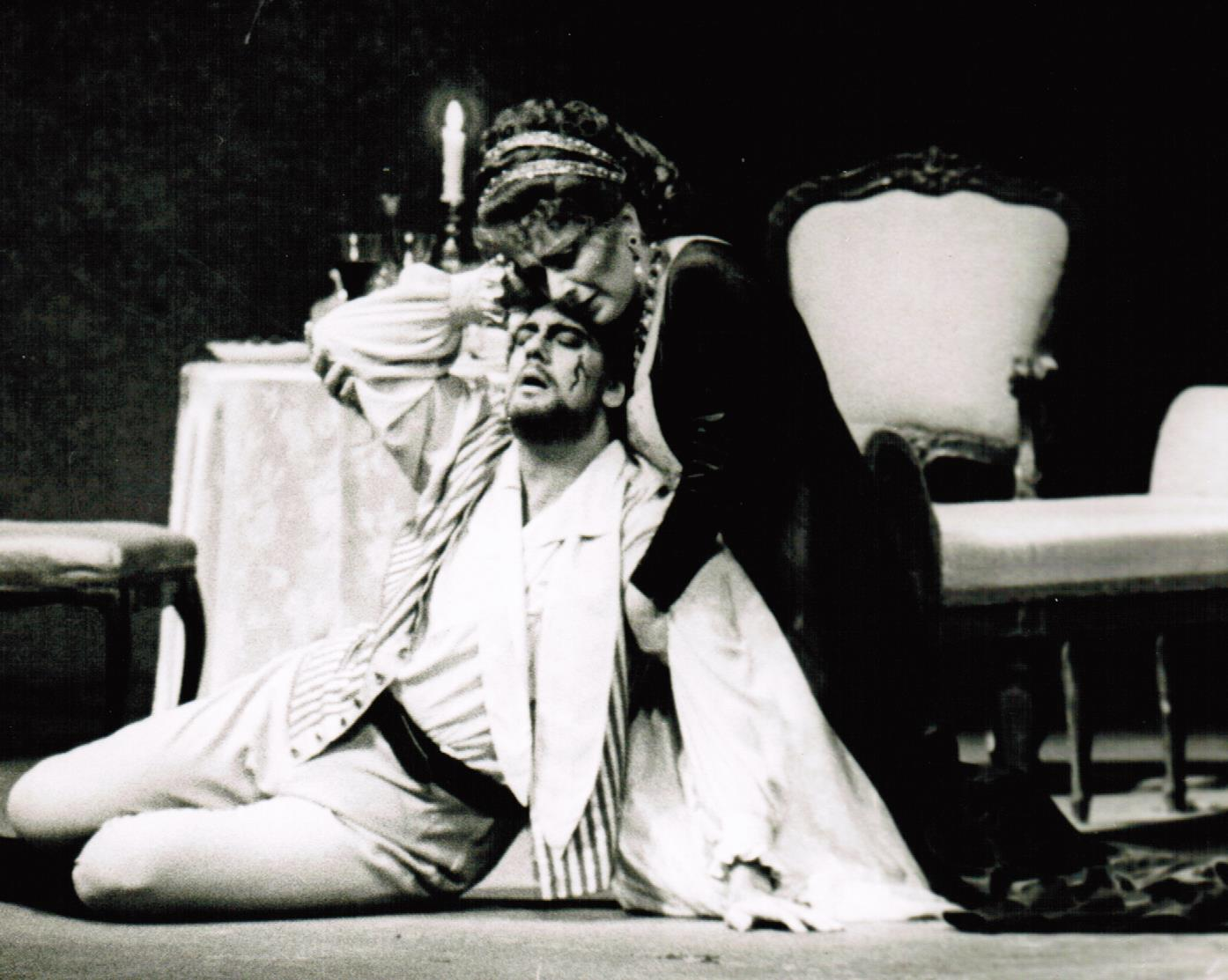
Il soprano Mara Zampieri e il tenore Placido Domingo nell'Opera Tosca al Deutsche Oper di Berlino nel 1982

- La vita di Verdi è uno sceneggiato televisivo del 1982, diretto dal regista italiano Renato Castellani e dedicato alla vita del compositore Giuseppe Verdi (1813-1901). Ruolo: Tesesa Stolz (canto)